# Gauliga Generalgouvernement
Gauliga Generalgouvernement (pol. Gauliga Generalne Gubernatorstwo) – jedna z piłkarskich Gaulig w III Rzeszy, funkcjonująca w latach 1940–1944 w Generalnym Gubernatorstwie. W 1941 roku Gauliga została włączona do niemieckiego systemu mistrzostw. Jej zwycięzca kwalifikował się do turnieju o mistrzostwo Niemiec. Przeprowadzono 4 edycje tych rozgrywek.

## Historia
W Gaulidze występowały niemieckie kluby piłkarskie utworzone na terenie okupowanej Polski. W rozgrywkach brały udział stowarzyszenia Wehrmachtu, Luftwaffe i SS a także niemieckiej policji porządkowej Ordnungspolizei, Generalnej Dyrekcji Kolei Wschodniej i kilku niemieckich firm z sektora obronnego. Łącznie zarejestrowanych zostało 80 niemieckich klubów piłkarskich.  
Tylko obywatele Rzeszy Niemieckiej i Volksdeutsche byli uprawnieni do gry. Polskie kluby nie zostały dopuszczone do Gauligi aczkolwiek polscy piłkarze po podpisaniu volkslisty mogli kontynuować zawodnicze kariery (między innymi Wilhelm Góra, Juliusz Joksch, Edmund Majowski, Erwin Nyc, Karol Pazurek, Józef Smoczek, Ernest Wilimowski). 
Przez pierwsze dwa sezony w czterech dystryktach: krakowskim, lubelskim, radomskim i warszawskim wyłaniany był mistrz. Następnie zwycięzcy tych czterech dystryktów grali ze sobą systemem pucharowym o mistrzostwo Gauligi. W 1942 roku dodano nowo utworzony Dystrykt Galicja. Od 1942 roku runda finałowa rozgrywana była pomiędzy pięcioma mistrzami okręgów w systemie ligowym (każdy przeciwko każdemu). Mecze rozgrywano na stadionach rozwiązanych polskich klubów (między innymi na stadionie Wisły na Oleandrach w Krakowie i stadionach Legii oraz Polonii w Warszawie).
W następstwie decyzji Narodowosocjalistycznego Związku Rzeszy Niemieckiej ds. Ćwiczeń Fizycznych Gauliga Generalgouvernement dostosowała swoje sezony, które wcześniej trwały od stycznia do grudnia każdego roku, do struktur na terytorium Rzeszy. Oznaczało to, że po sezonie 1942 nastąpił sezon 1943/44; w rezultacie tytuł mistrzowski nie został przyznany w 1943 roku. Wobec niekorzystnej sytuacji Niemiec na frontach II wojny światowej po zakończeniu sezonu 1943/44 zaprzestano rozgrywania spotkań Gauligi.

## Mistrzowie Gauligi
| Sezon   | Mistrz             | 2. miejsce   | 3. miejsce                        |
| ------- | ------------------ | ------------ | --------------------------------- |
| 1940    | LSV Deblin         | LSV Radom    | 10. SS Totenkopf-Inf.-Rgt. Krakau |
| 1941    | LSV Boelcke Krakau | LSV Warschau | LSV Radom                         |
| 1942    | LSV Adler Deblin   | SGO Warschau | DTSG Lemberg                      |
| 1943/44 | LSV Mölders Krakau | LSV Deblin   | DTSG Tschenstochau                |

## Źródła
Wszystkie sprawozdania z meczów i listy wyników można znaleźć w Krakauer Zeitung wydawanym przez rząd Generalnego Gubernatorstwa, którego regionalne wydanie dla najbardziej wysuniętego na północ dystryktu nosi nazwę Warschauer Zeitung. Sekcje sportowe obu gazet są identyczne. Warschauer Zeitung została zdigitalizowana przez Mazowiecką Bibliotekę Cyfrową, dostęp jest bezpłatny.

## Galeria

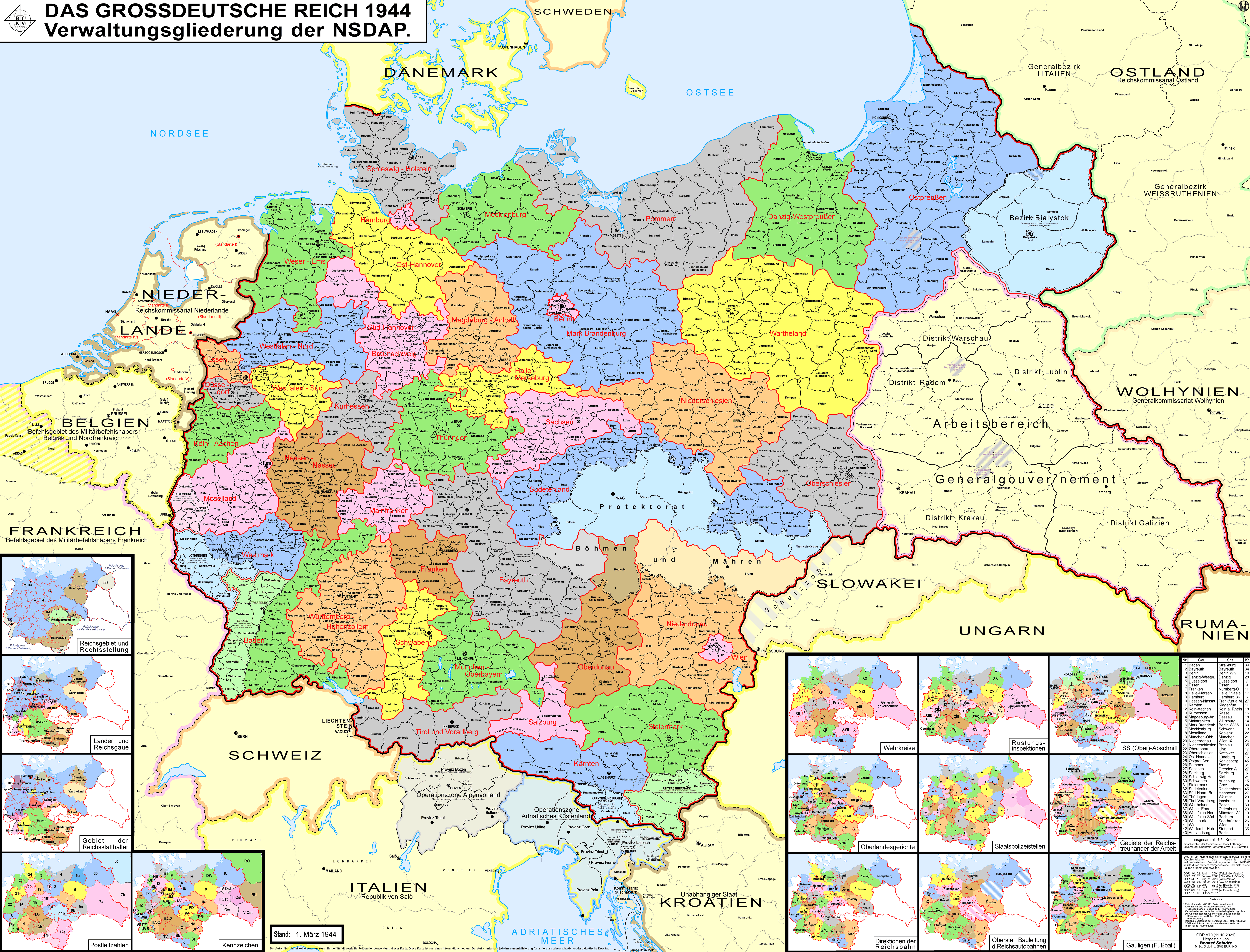
W prawym, dolnym rogu – podział III Rzeszy na regionalne Gauligi.
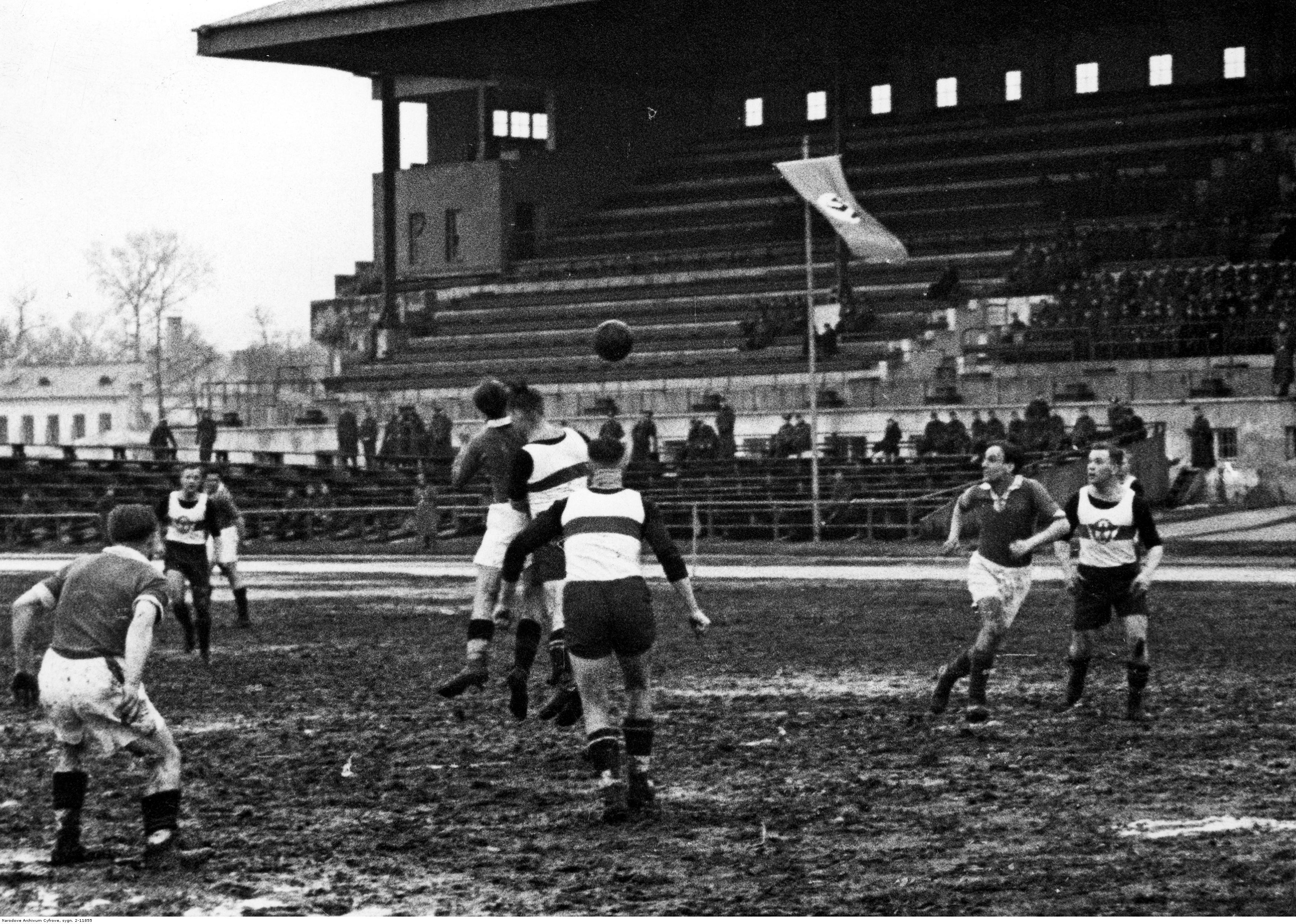
Mecz drużyny Luftwaffe z drużyną SS i policji na stadionie Legii (1941).
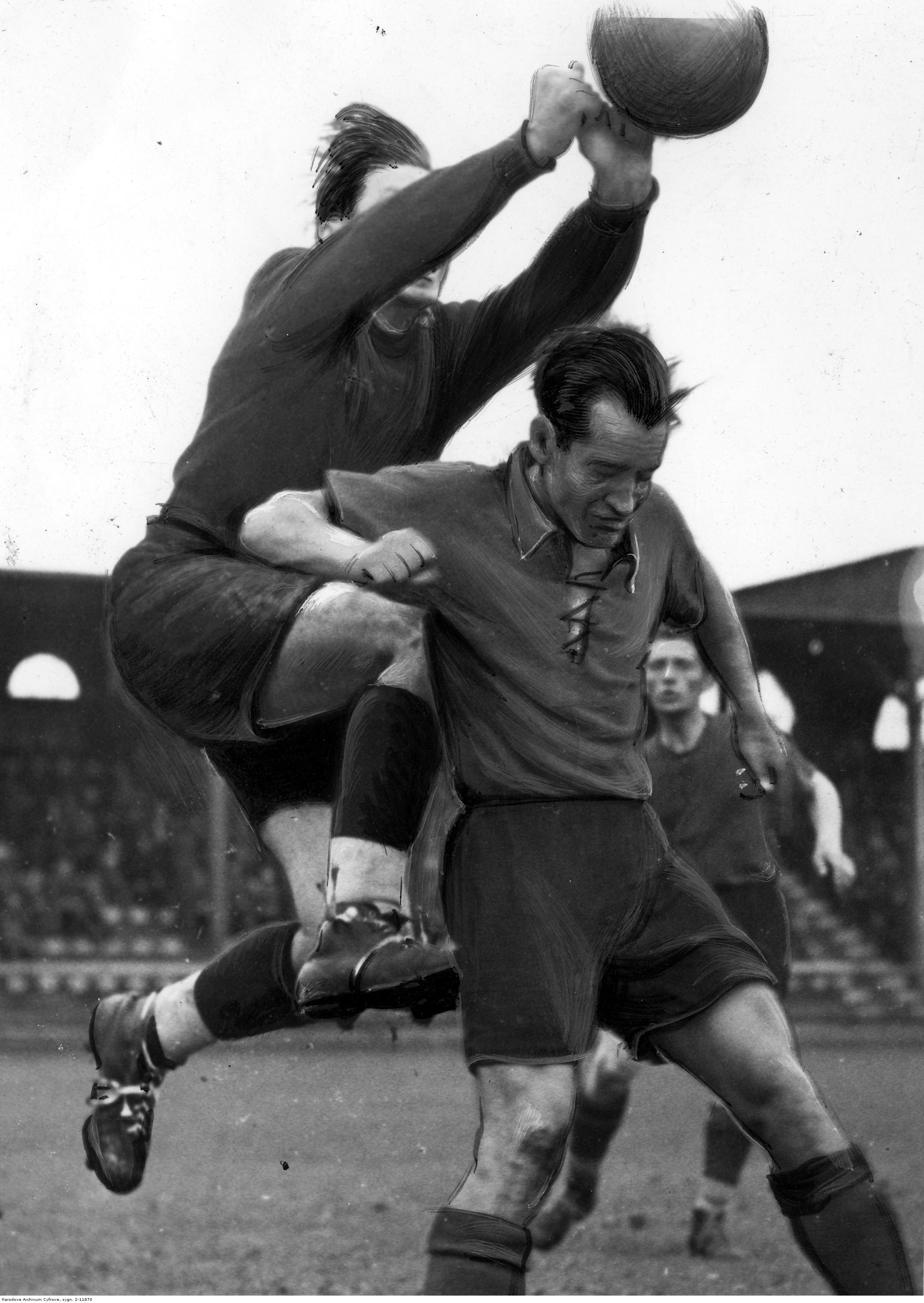
Piłkarz DTSG Krakau Józef Smoczek w walce o piłkę z bramkarzem drużyny piłkarskiej Luftwaffe (1941).
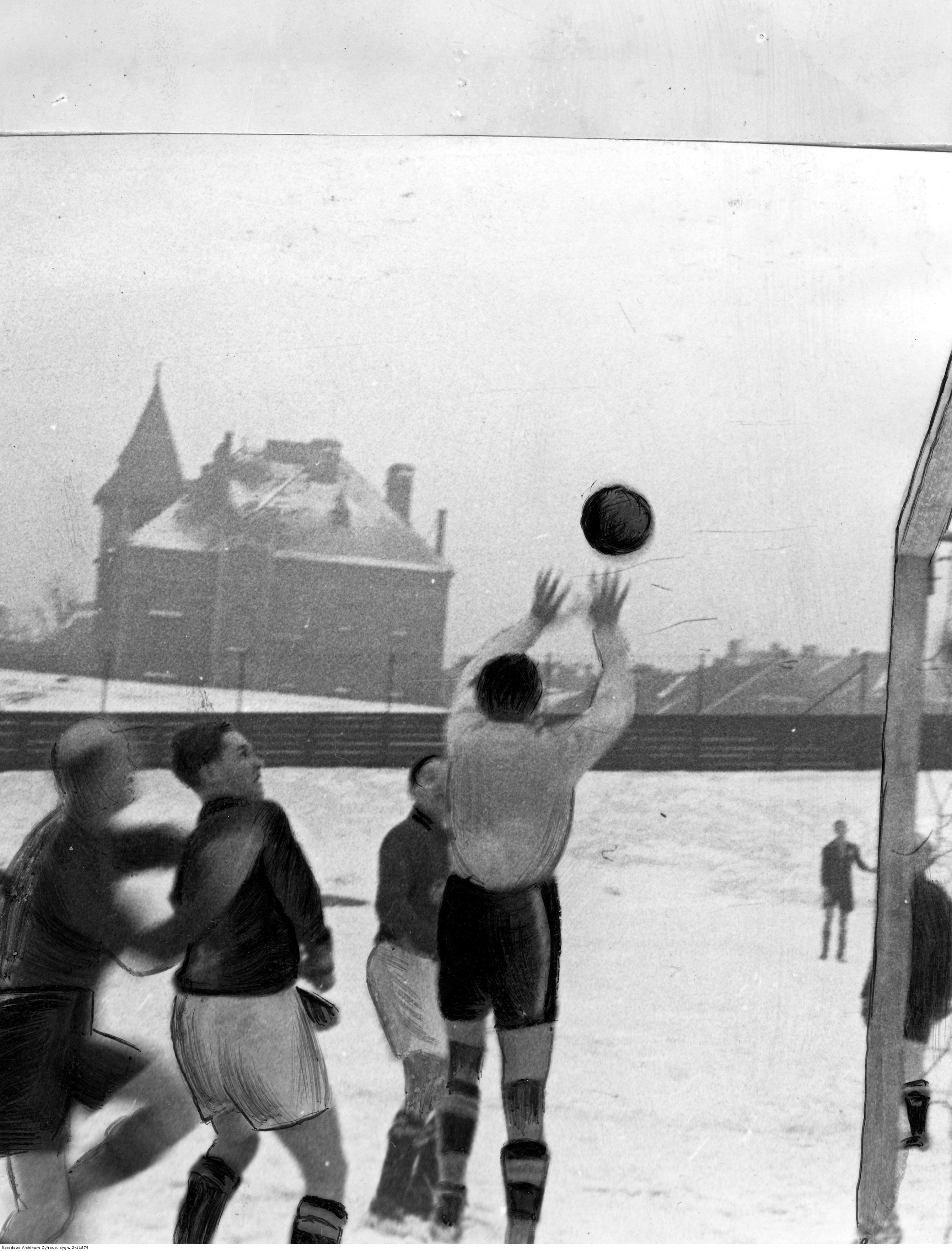
Mecz DTSG – SS w Krakowie (1942).
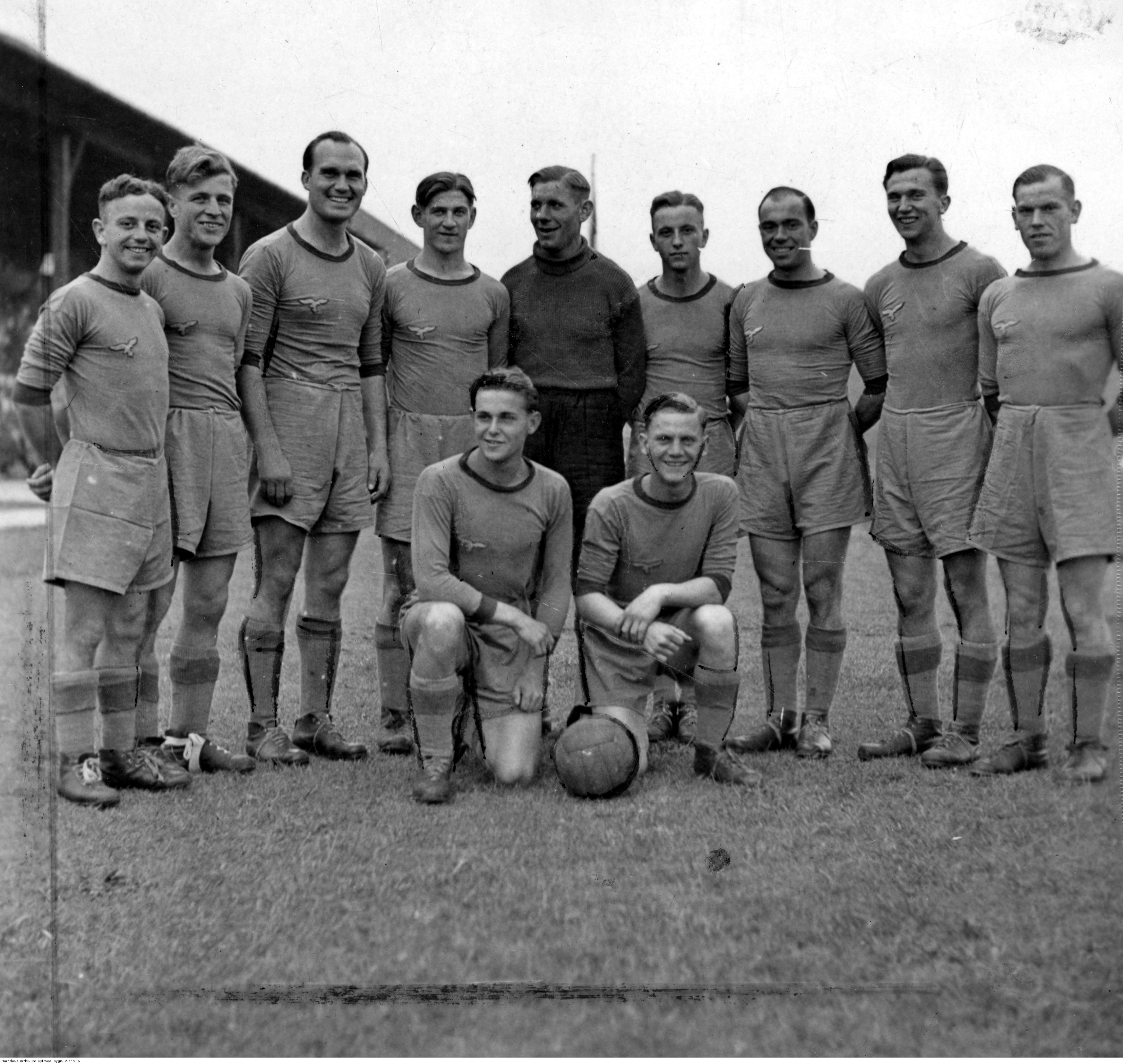
Piłkarze klubu LSV Adler Deblin (1944).